# Wir (Band)
Wir war eine Band, die 1972 in der DDR gegründet wurde und bis 1986 existierte.
Die Gruppe Wir entstand, nachdem der Lyriker Jens Gerlach den Musiker Wolfgang Ziegler kennengelernt und sie begonnen hatten, gemeinsam Lieder zu komponieren. Zum Vortrag brauchten sie eine Band, die kurz darauf zusammengestellt wurde. Wir spielte bei Amiga zwei LPs ein, dazu eine LP bei Supraphon (einem Plattenlabel der damaligen Tschechoslowakei) und eine bei Metronome (Bundesrepublik Deutschland). 1986 schlug Ziegler eine Solokarriere ein, und die Gruppe löste sich auf.
Die Gruppe Wir spielte Lieder im Pop- oder Discosound, gelegentlich auch Rockmusik.
Neben der Gruppe Kreis war Wir im Bereich der Popmusik eine der erfolgreichsten Bands in der DDR.

## Diskografie

### Langspielplatten
- 1977: Im Spiegel deiner Augen (Amiga)
- 1978: Zeit (Amiga)
- 1978: Und so spielen wir woran wir glauben (Supraphon)
- 1984: Ebbe und Flut (Amiga), auch als Wenn die Flut kommt (Metronome)

## Besetzungen
- 1973: Wolfgang Ziegler (Gesang, Klavier, Orgel, Gitarre), Joachim Türpe (Bass), Dieter Lehmann (Gitarre, Gesang), Bernd Swoboda (Posaune, Querflöte, Harfe), Peter Müller (Schlagzeug)
- 1974: Ziegler, Lehmann, Müller, Türpe, Doris Martin (Gesang), Katrin Lindner (Gesang)
- 1975: Ziegler, Martin, Lindner[1], Ingolf Zwick (Gitarre), Thomas Reuter (Bass), Hans-Joachim Kluge (Schlagzeug)
- 1977: Ziegler, Kluge, Martin, Zwick, Rainer Bloß (Bass)
- 1979: Ziegler, Kluge, Michael Höft (Bass, Gesang), Peter Falkenhagen (Gitarre, Gesang)
- 1981: Ziegler, Kluge, Hartmut Podlech (Gitarre, Gesang), Thomas Schock (Keyboard), Uwe Karsten (Bass, Gesang)
- 1984: Ziegler, Kluge, Podlech, Karsten, Carsten Mohren (Keyboard)

## Dokumentarfilm
- 1980: Wir (DEFA-Kurzdokumentarfilm, Regie: Christian Klemke)[2]